# قطعنامه ۲۷ شورای امنیت
قطعنامه ۲۷ شورای امنیت سازمان ملل متحد که در تاریخ ۱ اوت ۱۹۴۷ تصویب شد، سندی بین‌المللی دربارهٔ مسئلهٔ اندونزی است. این قطعنامه طی نشست ۱۷۳ام موافق، مخالف و ممتنع تصویب شد.